# Rețeaua venoasă dorsală a mâinii
Rețeaua venoasă dorsală a mâinii este o rețea de vene din fascia superficială a dosului mâinii formată din venele metacarpiene dorsale.
Se găsește pe spatele mâinii și dă naștere la vene precum vena cefalică și vena bazilică. 